# 上明戸華恵
 上明戸 華恵  （かみあきと はなえ、1971年6月20日 - ）は、フリーアナウンサー。

## 経歴・人物
青森県十和田市出身。青森県立三本木高等学校、関東学院女子短期大学国文科を卒業。大学卒業後の1992年に青森放送へアナウンサーとして入社。同期に田村啓美と原口大平がいる。入社後はRABニュースレーダーのお天気コーナー、スーパーギャング深夜同盟、ナイトブリッジ・フォー・ユーなど、テレビ・ラジオの各種番組に出演。また、スーパーギャング深夜同盟に出演していた頃から「カバちゃん」の愛称を持ち、後述のフリー転向後もその愛称で親しまれている。ちなみに青森放送在籍中には皇太子らが臨席で開催された「全国青樹祭」で上明戸が総合開会アトラクションによる司会を務めた。
1999年3月に青森放送を退社。フリーに転向し、単発のラジオ公開収録やCMのナレーション、司会業、食への興味から調理師免許を取得。さらに日本野菜ソムリエ認定協会のマイスター、ベジフルビューティー・セルフアドバイザーも取得して、青森県の農産物応援隊として食育活動の携わりと同県農政審議会委員を務める。また、フリー転向後も古巣・青森放送の番組に出演したり、同局主催のイベントにも登場している。

## 青森放送在籍時の担当番組

### テレビ
- RABニュースレーダー - お天気コーナー
- らっきータイム
- 活彩あおもり
- スーパーギャング深夜同盟

### ラジオ
- おはようワイドあおもり
- あおもりTODAY
- ナイトブリッジ・フォー・ユー

## フリー転向後
- けんずろうの元気いっぱい!（RABラジオ）
- 青森発!元気印ラジオ 梅沢富美男のシャキットするべぇ!!（RABラジオ）- 地元・青森県に関係がある俳優・梅沢富美男[2]メインのラジオ番組。

上記の2番組はレギュラーとして、以下の2番組はゲストとしてそれぞれ出演。
- シュワっと爽快バラエティー まるっと!（青森朝日放送）
- 夢はここから生放送 ハッピィ（青森朝日放送）- 梅沢も出演歴がある。

## 公式サイト
- 上明戸 華恵のプロフィール
- 上明戸華恵（＠ringohanahana）